# تودت
تودت (به آلمانی: Twedt) یک شهر در آلمان است که در اشلسویگ-فلنسبورگ واقع شده‌است. تودت ۵۰۲ نفر جمعیت دارد.